# Utricularia hispida
Utricularia hispida este o specie de plante carnivore din genul Utricularia, familia Lentibulariaceae, ordinul Lamiales, descrisă de Jean-Baptiste de Lamarck. Conform Catalogue of Life specia Utricularia hispida nu are subspecii cunoscute.